# کلید خواهان
یک کلید خواهان (به انگلیسی: candidate key) یا کلید نامزد یا کلید کاندید در مدل رابطه‌ای پایگاه داده‌ها، برای یک رابطه، «کوچکترین فراکلید» آن رابطه می‌باشد. یعنی یک کلید خواهان یک مجموعه ویژگی است که:
1. این رابطه دو چندتایی (یعنی ردیف یا رکورد به زبان پایگاه داده رایج) با مقدار مشابه برای این ویژگی‌ها به صورت مجزا ندارد (که این یعنی مجموعه ویژگی‌ها یک «فراکلید» است)
2. هیچ زیرمجموعهٔ محض برای این ویژگی‌ها وجود ندارد که برای آن هم خصیصه شماره ۱ برقرار باشد (که این یعنی مجموعه «حداقلی» است).

باید کلید خواهان را مفهومی مجزا از کلید اصلی، کلید ثانویه یا سایر کلیدها دانست.
به ویژگی‌های موجود در کلید خواهان ویژگی‌های اولیه گفته می‌شود. بالعکس، ویژگی‌ای که در هیچ کلید خواهانی رخ نمی‌دهد یک ویژگی غیراولیه نامیده می‌شود.
به دلیل آنکه یک رابطه هیچ چندتایی تکراری ندارد، اگر از مقادیر NULL استفاده‌ای نشود، «مجموعه همه ویژگی‌های آن رابطه» یک «فراکلید» است. این به آن معنی است که هر رابطه حداقل یک کلید خواهان را دارد.
کلیدهای خواهان یک رابطه، به ما تمام روش‌های ممکن شناسایی چندتایی‌های موجود در آن را می‌گویند. از این نظر آن‌ها یک مفهوم مهم برای طراحی طرح‌واره پایگاه داده اند.